# COMAL
COMAL (COMmon Algorithmic Language) es un lenguaje de programación desarrollado en Dinamarca por Benedict Løfstedt y Børge Christensen en 1973.
El texto "COMAL 80 PROGRAMMING LANGUAGE REPORT" contiene la definición formal del lenguaje.

## Diseño
COMAL fue creado como una mezcla de los lenguajes BASIC y Pascal, al objeto de introducir fácilmente a los estudiantes en el paradigma de la programación estructurada.

## Historia
A principios de la década de 1980, Apple Computer distribuyó ordenadores Apple II con el sistema operativo CP/M y el lenguaje COMAL en las escuelas de secundaria irlandesas.

## Disponibilidad
COMAL está disponible para plataformas de 8, 16 y 32 bits:
- BBC Micro
- Commodore PET
- Commodore 64
- Commodore 128
- Amiga
- Compis
- Scandis
- CP/M
- IBM PC
- Tiki 100
- ZX Spectrum
- Mac OS X
- Grundy NewBrain
- Windows XP

## Ejemplos
Condiciones:
```
IF condición THEN
  instrucciones
ENDIF
```

Bucles:
```
FOR num:= 1 TO 1000 DO   
 PRINT num
ENDFOR
```

## Ejemplo de programa
```
10 PAGE
20 FOR num:= 1 TO 10 DO
30  PRINT "¡¡¡ESTO ES SOLO UN EJEMPLO!!!"
40 ENDFOR
50 END " "
```